# Aviaarktika

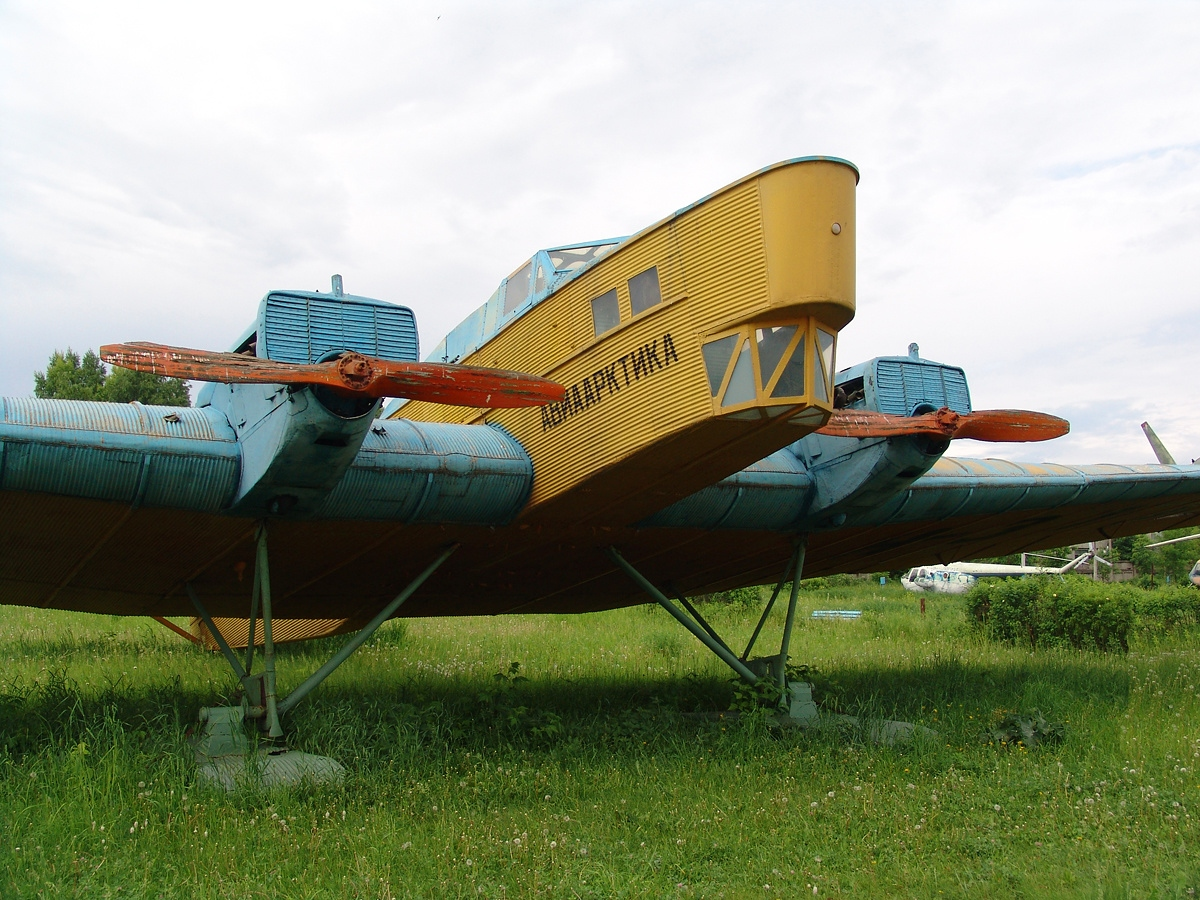
Tupolew ANT-4 der Aviaarktika

Die Aviaarktika (russisch Авиаарктика) war die Fliegerabteilung der Hauptverwaltung des Nördlichen Seewegs in der Sowjetunion.
Aus einer 1929 konstituierten Kommission erging am 1. September 1930 die Gründung der Aviaarktika. Ihr Sitz war dann in Krasnojarsk. Sie verfügte zuerst über Junkers F 13 Flugzeuge, die je nach Jahreszeit mit Schwimmern oder Skiern ausgerüstet wurden. Es kamen auch Flugboote vom Typ Dornier Wal zum Einsatz.

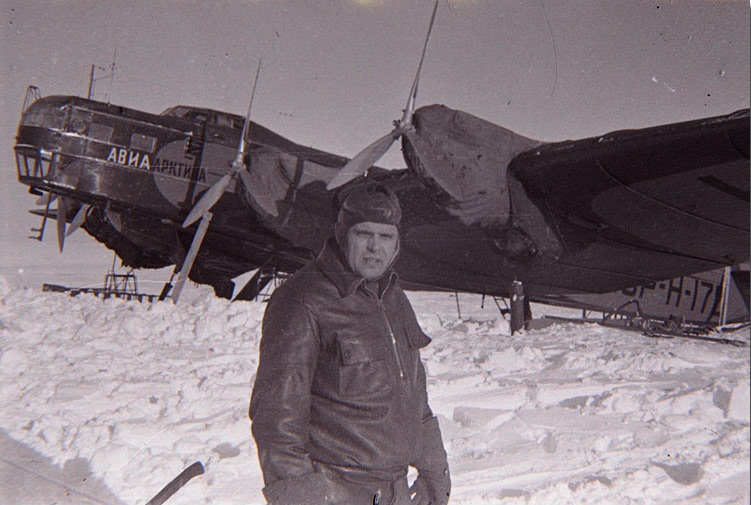
Eine ANT-6 mit der Aufschrift Aviaarktika – ein Flugzeug erreichte 1937 den Nordpol auf rund 20 km genau

Zu einem späteren Zeitpunkt wurden vier spezielle viermotorige ANT-6 mit Kufen für Forschungsflüge eingesetzt. Die Flugzeuge der Aviaarktika versorgten die für die Schifffahrtsroute auf der Nordostpassage notwendigen Wetterstationen sowie Forschungsstationen aus der Luft. Etwa 200 Flugzeuge flogen auf den Polarrouten. Eine Aufgabe der Aviaarktika war die Eisaufklärung; schon 1933 retteten die Flugzeuge Besatzungen von im Eis eingeschlossenen Schiffen.
Ein Teil der in der Sowjetunion gebauten Consolidated PBY Catalina flog später ebenfalls für Aviaarktika. Nach dem Krieg wurden einige schwere Bomber Petljakow Pe-8 umgebaut und gelangten zur Aviaarktika. Ein solches Flugzeug transportierte auch einen Mi-1-Hubschrauber zu einer Forschungsstation. Im Jahr 1950 verunfallte in den Diensten der Aviaarktika als weiteres spezielles Flugzeug deren letzte Focke-Wulf Fw 200 Condor.
Die Flugzeuge gingen später von der Hauptverwaltung des Nördlichen Seewegs an das Ministerium für Zivilluftfahrt über und gelangten so zur Aeroflot.